# Pterolophia pseudobscuroides
Pterolophia pseudobscuroides là một loài bọ cánh cứng trong họ Cerambycidae.